# Говардс-Гроув (Вісконсин)
Говардс-Гроув (англ. Howards Grove) — селище (англ. village) в США, в окрузі Шебойґан штату Вісконсин. Населення — 3237 осіб (2020).

## Географія
Говардс-Гроув розташований за координатами 43°49′45″ пн. ш. 87°49′14″ зх. д. / 43.82917° пн. ш. 87.82056° зх. д. (43.829133, -87.820605).  За даними Бюро перепису населення США в 2010 році селище мало площу 6,04 км², з яких 5,97 км² — суходіл та 0,07 км² — водойми.

## Демографія
Згідно з переписом 2010 року, у селищі мешкало 3188 осіб у 1245 домогосподарствах у складі 942 родин. Густота населення становила 528 осіб/км².  Було 1276 помешкань (211/км²).
Расовий склад населення:
| - 98,3 % — білих - 0,6 % — азіатів - 0,4 % — чорних або афроамериканців - 0,1 % — корінних американців |

До двох чи більше рас належало 0,5 %. Частка іспаномовних становила 0,9 % від усіх жителів.
За віковим діапазоном населення розподілялося таким чином: 25,3 % — особи молодші 18 років, 62,7 % — особи у віці 18—64 років, 12,0 % — особи у віці 65 років та старші. Медіана віку мешканця становила 41,2 року. На 100 осіб жіночої статі у селищі припадало 101,9 чоловіків;  на 100 жінок у віці від 18 років та старших — 98,0 чоловіків також старших 18 років.
Середній дохід на одне домашнє господарство  становив 79 314 долари США (медіана — 71 875), а середній дохід на одну сім'ю — 85 994 долари (медіана — 75 029). Медіана доходів становила 56 146 доларів для чоловіків та 40 362 долари для жінок. За межею бідності перебувало 4,0 % осіб, у тому числі 3,3 % дітей у віці до 18 років та 7,8 % осіб у віці 65 років та старших.
Цивільне працевлаштоване населення становило 1945 осіб. Основні галузі зайнятості: виробництво — 31,8 %, освіта, охорона здоров'я та соціальна допомога — 16,7 %, роздрібна торгівля — 8,8 %, фінанси, страхування та нерухомість — 8,1 %.